# Victor von Herzfeld
Pour les articles homonymes, voir Herzfeld.
Victor von Herzfeld, né le 8 octobre 1856 à Presbourg (Royaume de Hongrie) et mort le 20 février 1919 à Budapest (Hongrie),, est un compositeur et violoniste hongrois.

## Biographie
Étudiant à la faculté de droit de l'université de Vienne et à l'académie de musique de Vienne, il remporte les premiers prix de composition et de violon de ce dernier établissement. En 1884, il reçoit le prix Beethoven de la Société philharmonique de Vienne. Il poursuit ses études à Berlin, avec Eduard Grell.
En 1886 il devient professeur à l'Académie de musique de Budapest où il compte parmi ses élèves des personnalités musicales telles que Paul Abraham, Ákos Buttykay, Jenő Huszka, György Kósa, Mihály Krausz, László Lajtha ou encore Emil Telmányi. Il est second violon du Quatuor de Budapest originel, fondé en 1917 par David Popper et Jenő Hubay. 
Victor von Herzfeld est enterré au cimetière Kerepesi de Budapest.